# Adalbert von Waltenhofen
Adalbert von Waltenhofen (ur. 14 maja 1828 r. w Obdachu, zm. 5 lutego 1914 r. w Wiedniu) – austriacki fizyk i elektrotechnik, znany z odkrycia zjawiska indukcji prądów wirowych.

## Życiorys
Studiował matematykę i fizykę na Uniwersytecie w Wiedniu i na Cesarsko-Królewskim Instytucie Politechnicznym. W 1848 r. na Uniwersytecie w Grazu otrzymał tytuł doktora i został zatrudniony na stanowisku asystenta. W latach 1853–1867 pracował jako profesor zwyczajny fizyki na Uniwersytecie w Innsbrucku. Następnie, w latach 1867–1883 był zatrudniony jako profesor fizyki ogólnej i fizyki technicznej na Niemieckim Państwowym Instytucie Politechnicznym Królestwa Bohemii w Pradze (w latach 1878–1882 pełnił także urząd rektora tej uczelni). W 1871 r. Waltenhofen został przyjęty w poczet członków korespondencyjnych Cesarskiej Akademii Nauk.
W 1880 r. Adalbert von Waltenhofen skonstruował wahadło Waltenhofena. Działało ono w oparciu o zjawisko indukowania się prądów wirowych w przewodniku wskutek umieszczenia go w zmiennym polu magnetycznym.
W latach 1883–1899 Waltenhofen pracował jako profesor elektrotechniki na Uniwersytecie Technicznym w Wiedniu, na którym był inicjatorem powstania laboratorium elektrotechnicznego.

## Publikacje
Wybrane publikacje:
- Adalbert von Waltenhofen, Astronomie und Optik in den letzten Decennien, Wagner, 1862 [dostęp 2022-08-14] (niem.). Brak numerów stron w książce
- Adalbert von Waltenhofen, Elektromagnetische Untersuchungen mit besondern Rücksicht auf die Anwendbarkeit den Müller’schen Formel, 1866 (niem.).
- Adalbert von Waltenhofen, Über die Grenzen der Magnetisirbarkeit des Eisens u. des Stahles, 1869 (niem.).
- Adalbert von Waltenhofen, Elektromagnetische Unterschungen...: Abhdlg. 2, 1870 (ang.).
- Adalbert von Waltenhofen, Über die Anziehung, welche eine Magnetisirungsspirale auf einen beweglichen Eisenkern ausübt, Gregr, 1870 (niem.). Brak numerów stron w książce
- Adalbert von Waltenhofen, Über ein allgemeines Theorem zur Berechnung der Wirkung magnetisirender Spiralen, 1873 (niem.).
- Adalbert von Waltenhofen, Grundriss der allgemeinen Physik, etc, 1875 [dostęp 2022-08-14] (niem.).
- Adalbert von Waltenhofen, Über electrische Zündungen in großen Entfernungen, Gregr, 1876 (niem.). Brak numerów stron w książce
- Adalbert von Waltenhofen, Die internationalen absoluten Maasse insbesondere die electrischen Maasse: für Studirende der Elektrotechnik in Theorie und Anwendung dargestellt und durch Beispiele erläutert, Vieweg, 1885 [dostęp 2022-08-14] (niem.). Brak numerów stron w książce